# عقاب شاهی اسپانیایی

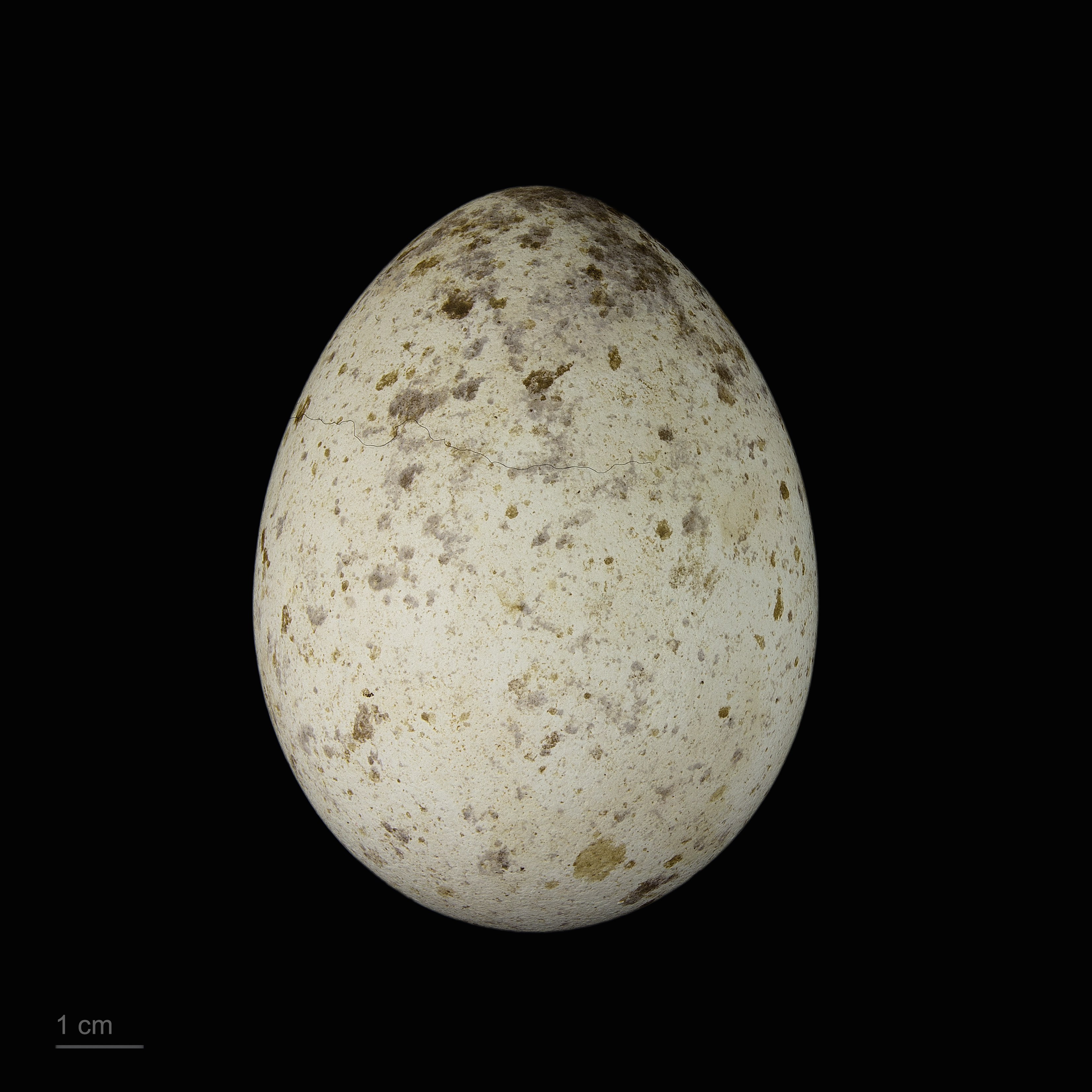
Aquila adalberti

عقاب شاهی اسپانیایی (نام علمی: Aquila adalberti) نام یک گونه از سرده عقاب است.